# منتخب فنزويلا لهوكي الجليد للرجال
منتخب فنزويلا لهوكي الجليد للرجال هو ممثل فنزويلا الرسمي في المنافسات الدولية في هوكي الجليد .